# ماري تود لينكون
ماري لينكولن (بالإنجليزية: Mary Todd Lincolin)‏ ولدت في (13 ديسمبر 1818م - وتوفيت في 16 يوليو 1882م)، زوجة رئيس الولايات المتحدة السادس عشر أبراهام لينكولن، والسيدة الأولى للولايات المتحدة الأمريكية من 1861 حتى 1865.
تنتمي لعائلة ثرية تعمل بمجال تجارة الرقيق في ليكسينغتون بولاية كينتاكي أعلن لينكون في عام 1840 خطبته منها ، تقابلا لأول مرة في سبرنغفيلد بولاية إلينوي في ديسمبر عام 1839م وأعلنا خطوبتهما في ديسمبر التالي. حُدد الزفاف في الأول من يناير عام 1841م لكن ما لبث أن ألغي عندما قررا الانفصال بناءً على رغبة لينكون. بعد ذلك التقى لينكون بماري مرة أخرى في حفلة، ومن ثم تزوجا في الرابع من نوفمبر عام 1842م وأقيم الزفاف بقصر تمتلكه أخت ماري المتزوجة في سبرنغفيلد. ويُروى أن لينكون أثناء استعداده لمراسم الزفاف سُئل «إلى أين أنت ذاهب؟» وتحت تأثير شعوره بالقلق مجدداً، أجاب: «للجحيم على ما أظن.»
في عام 1844، اشترى الزوجان منزلاً في منطقة سبرينق فيلد قريباً من مكتب لينكون للمحاماة. حافظت ماري تود لينكون على المنزل بمساعدة من قريب أو خادمة. ولد روبرت تود لينكون عام 1843م أما إدوارد باكر لينكون (إيدن) فقد ولد 1846م. كان لينكون مولعاً بالأطفال. ولم كان أيضاً صارماً في تربية أطفالهم. توفي إدوارد في الأول من فبراير عام 1850م في سبرينق فيلد بداء السل. ولدت ويلي لينكون في 21 من ديسمبر عام 1850م وتوفيت في 20 فبراير 1862م أما الابن الرابع للينكولن فهو توماس تيد لينكون الذي ولد في 4 أبريل عام 1853م وتوفي في سن 18 إثر أزمة قلبية وكانت وفاته في 16 أبريل عام 1871م. كان روبرت هو الوحيد من أبناء لينكون الذي عاش حتى بلوغ مرحلة البلوغ وأنجب أطفالاً، كان من أحفاده روبرت تود لينكون بيكويث توفي 1985م.
كان لوفاة أبنائهم آثاراً عميقة على الوالدين حيث كافحت ماري لاحقاً في ظل ضغوطات فقدان زوجها وأبنائهما. فقد ظل روبرت لينكون ملتزماً في مرحلة ما بالعلاج عن طريق اللجوء إلى الصحة النفسية في عام 1875م. عانى أبراهام لينكون من الحزن الشديد وهو ما يُطلق عليه مسمى اكتئاب حالياً كان والد لينكولن أستاذاً في القانون في ولاية كنتاكي هو وآخرين من عائلة تود كانوا إما من مُلاك العبيد أو ممن يُتاجر بهم وكان لينكون قريباً من تود وكانوا غالباً مايقومون بزيارة آل تود بمقاطعة ليكسينغتون. عُرف عنه أنه كان رحيماً وحنوناً رغم فقدان الأب وأربعة من الأطفال.

## نشأتها وتعليمها
ولدت ماري في ليكسينغتون بولاية كنتاكي، وهي الرابعة من بين سبعة أطفال لموظف بنك، روبرت سميث تود وإليزابيث «إليزا» (باركر) تود. نشأت ماري في عائلة من مالكي العبيد في جو يسوده الرفاهية والثقافة. توفيت والدة ماري وهي في السادسة من عمرها. بعد عامين، تزوج والدها من إليزابيث «بيتسي» همفريز وأنجبا تسعة أطفال. لم تكن ماري على وفاق مع زوجة أبيها.
منذ عام 1832، مكثت ماري وعائلتها في منزل يُعرف حاليًا باسم ماري تود لينكون هاوس، وهو منزل راقي يتألف من 14 غرفة ويقع في 578 ويست مين ستريت في ليكسينغتون بولاية كنتاكي.
ولد جد ماري الأكبر، ديفيد ليفي تود، في مقاطعة لونغفورد، أيرلندا، وهاجر إلى كنتاكي مرورًا بولاية بنسلفانيا. جدها الأكبر الثاني، أندرو بورتر، هو ابن مهاجر أيرلندي انتقل إلى نيو هامبشاير وإلى بنسلفانيا لاحقًا. جدها الأكبر لأمها هو صموئيل ماكدويل، ولد في اسكتلندا وهاجر إلى بنسلفانيا. ينحدر أسلاف تود الآخرون من إنجلترا.
أُرسلت ماري في سن مبكرة إلى مدرسة مدام مينتيل التأهيلية، حيث ركزت المناهج على اللغة الفرنسية والأدب. تعلمت التحدث بالفرنسية بطلاقة ودرست الرقص والدراما والموسيقى وقواعد الكياسة. قبل تجاوزها سن العشرين، اتسمت بالبراعة والاجتماعية وفهم السياسة. اتبعت خطى عائلتها بالانضمام إلى حزب اليمين.
في أكتوبر 1839، بدأت ماري العيش في سبرينغفيلد بولاية إلينوي مع أختها إليزابيث بورتر إدواردز، التي تزوجت بنينيان دبليو إدواردز، نجل حاكم سابق، وأصبح وصيًا على ماري. تمتعت ماري بشعبية واسعة في أوساط طبقة النبلاء في سبرينغفيلد، وعلى الرغم من تودد العديد لها بما في ذلك المحامي الشاب الصاعد والسياسي في الحزب الديمقراطي ستيفن دوغلاس وغيره، اختارت أبراهام لينكون، الذي كان زميلًا في الحزب اليميني.

## الزواج والعائلة
في الرابع من نوفمبر 1842، تزوجت ماري تود بأبراهام لينكون في منزل أختها إليزابيث في سبرينغفيلد، إلينوي. كانت تبلغ من العمر 23 عامًا وهو 33 عامًا.
ولد جميع أبنائهم الأربعة في سبرينغفيلد، وهم:
- روبرت تود لينكون (1843-1926)، محام ودبلوماسي ورجل أعمال (شغل منصب وزير الحرب الأمريكي).
- إدوارد بيكر لينكون، والمعروف باسم «إيدي» (1846-1850)، توفي بسبب مرض السل.
- ويليام والاس لينكون، المعروف باسم «ويلي» (1850-1862)، توفي بسبب حمى التيفوئيد عندما كان لينكون رئيسًا.
- توماس لينكون، المعروف باسم «تاد» (1853-1871)، توفي عن عمر يناهز 18 عامًا (إما بسبب التهاب الجنبة أو الالتهاب الرئوي أو قصور القلب الاحتقاني أو السل).[18]

شهد روبرت وتاد (توماس) وفاة والدهما، ووحده روبرت من بقي على قيد الحياة بعد وفاة والدته.

## مسيرة لينكون المهنية وحياتها المنزلية
اضطلعت ماري برعاية أسرتها المتنامية والإشراف عليها بينما واصل لينكون حياته المهنية الناجحة أثناء عمله محاميًا في سبرينغفيلد. ما يزال منزلهم الذي أقاموا فيه من عام 1844 حتى عام 1861 قائمًا في سبرينغفيلد، وصُنّف موقعًا وطنيًا تاريخيًا. عمل لينكون محاميًا في دائرة إلينوي لسنوات عديدة، وغالبًا ما كان يترك ماري بمفردها لعدة أشهر لتربية أطفالهما وإدارة الأسرة. دعمت ماري زوجها اجتماعيًا وسياسيًا، ولا سيما عندما انتُخب رئيسًا في عام 1860.
اعتادت ماري أن تطبخ لزوجها خلال فترة رئاسته. نشأت وسط عائلة ثرية، وكان طهوها متواضعًا، إلا أنه يرضي أذواق لينكون، بما في ذلك المحار المستورد.

## السيدة الأولى للولايات المتحدة
خلال السنوات التي قضتها ماري في البيت الأبيض، واجهت العديد من الصعوبات الشخصية الناتجة عن الانقسامات السياسية داخل الدولة. تأتي عائلتها من دولة حدودية حيث يُسمح بالعبودية. خدم العديد من إخوتها غير الأشقاء في الجيش الكونفدرالي وقُتلوا أثناء أداء الواجب، وعمل شقيق واحد لها جراحًا في الكونفدرالية.
دعمت ماري زوجها بشدة في سعيه لإنقاذ الاتحاد وكانت مخلصة لسياساته. تعتبر ماري «غربية» على الرغم من نشأتها في مدينة ليكسينغتون الجنوبية، وعملت بجد لتكون السيدة الأولى لزوجها في واشنطن العاصمة، وهو مركز سياسي هيمنت الثقافة الشرقية عليه. لينكون هو أول رئيس «غربي»، ووصف النقاد أخلاق ماري بالفظة والسطحية. واجهت ماري صعوبة في التفاوض بشأن مسؤوليات البيت الأبيض وخصومه، والمحامين الساعين وراء الغنائم، والصحف المستفزة في مناخ من المؤامرات الوطنية في الحرب الأهلية بواشنطن. شرعت بتجديد البيت الأبيض، بما في ذلك إعادة تزيين مكثفة لجميع الغرف العامة والخاصة بالإضافة إلى شراء الأطباق من الصين الجديدة، ما أدى إلى زيادة الإنفاق. غضب الرئيس بشدة عندما علم بالتكاليف، إلا أن الكونغرس خلص إلى إقرار اعتمادين إضافيين لتغطية هذه النفقات. اعتادت ماري كذلك شراء المجوهرات الفاخرة لمناسبات عديدة، ولا سيما من متجر غالت اند برو المحلي. عند وفاة الرئيس لينكون، كان مدينة بمبلغ كبير لصائغ المجوهرات، ولكنها أُعفيت منه لاحقًا وأعادت الكثير من المجوهرات.
عانت ماري من صداع نصفي شديد طيلة سنوات رشدها، فضلًا عن الاكتئاب المطول. أصبح صداعها يتكرر بكثرة بعد تعرضها لإصابة في الرأس في حادث انقلاب عربة خلال سنوات عملها في البيت الأبيض. شخّص بعض المؤرخين وعلماء النفس ماري باضطراب ثنائي القطب بسبب تاريخها الحافل بتقلبات المزاج، والطباع الحاد، والانفعالات العامة طوال فترة رئاسة لينكون، فضلًا عن الإنفاق المفرط. فسرت نظرية أخرى نوبات ماري الهوسية والاكتئابية بالإضافة إلى العديد من أعراضها الجسدية، على أنها أعراض لفقر الدم الخبيث. حزنت ماري على وفاة ابنها ويلي بشدة لدرجة رقودها في السرير مدة ثلاثة أسابيع، حيث شعرت بكآبة شديدة لم تُمكّنها من حضور جنازته أو رعاية تاد. دخلت ماري في حالة ذهول لعدة أشهر ما أرغم لينكون على توظيف ممرضة لرعايتها.
اعتادت ماري خلال سنوات عملها في البيت الأبيض زيارة المستشفيات في جميع أنحاء واشنطن لإعطاء الزهور والفاكهة للجنود الجرحى. خصصت ما يكفي من وقتها لكتابة رسائلهم إلى أحبائهم. رافقت ماري زوجها في زيارات عسكرية إلى الميدان بين الحين والآخر. استضافت العديد من المهام الاجتماعية، ما دفع المؤرخين إلى إلقاء اللوم عليها في إنفاق الكثير من الأموال على البيت الأبيض.

## اغتيال أبراهام لينكون
مع انتهاء الحرب الأهلية، سادت التوقعات بأن تستمر لينكون سيدة أولى لدولة يسودها السلام. في صباح 14 أبريل 1865، استيقظ الرئيس لينكون بمزاج لطيف بعد مرور عدة أيام على استسلام روبرت إدوارد لي ليوليوس جرانت، وكان ينتظر كلمة من ولاية كارولينا الشمالية حول استسلام جوزيف إغلستون جونستون. نشرت الصحف الصباحية خبر حضور الرئيس وزوجته المسرح في ذلك المساء. في ذلك اليوم، أصيبت ماري بصداع ورغبت بالبقاء في المنزل، إلا أن لينكون أخبرها بوجوب حضورها لأن الصحف أعلنت ذلك. جلست مع زوجها تشاهد مسرحية ابن عمنا الأمريكي الكوميدية في مسرح فورد، بصحبة ضيفيهما هنري راثبون وكلارا هاريس. خلال الفصل الثالث، اقترب الرئيس والسيدة لينكون من بعضهما البعض، ممسكين بأيديهما أثناء الاستمتاع بالمسرحية. همست ماري لزوجها الذي كان يمسك بيدها، «ما رأي الآنسة هاريس في إمساكي يدك هكذا؟» ابتسم الرئيس وأجاب: «لن تفكر في أي شيء حيال ذلك». كانت هذه آخر محادثة يجريها لينكون. بعد خمس دقائق، نحو الساعة 10:15 مساءً، أطلق جون ويلكس بوث النار على الرئيس لينكون. كانت ماري تمسك بيد زوجها عندما أصابته رصاصة بوث في مؤخرة رأسه. رافقت ماري زوجها المصاب بجروح قاتلة عبر الشارع إلى منزل بيترسن، حيث نُقل إلى غرفة نوم خلفية ووضع على السرير، وجرى استدعاء حكومة لينكون، باستثناء ويليام سيوارد، الذي أصابه لويس باول بإصابة خطيرة قبل عدة دقائق من الوقت الذي أوشك فيه بوث على تنفيذ اغتياله في مسرح فورد. جلس ابنهما الأكبر، روبرت، مع لينكون طوال الليل وحتى صباح اليوم التالي –السبت 15 أبريل 1865. أمر وزير الحرب إدوين ماكماسترز ستانتون ماري بالخروج من الغرفة بسبب اضطرابها جراء حزنها الشديد.

## معرض صور

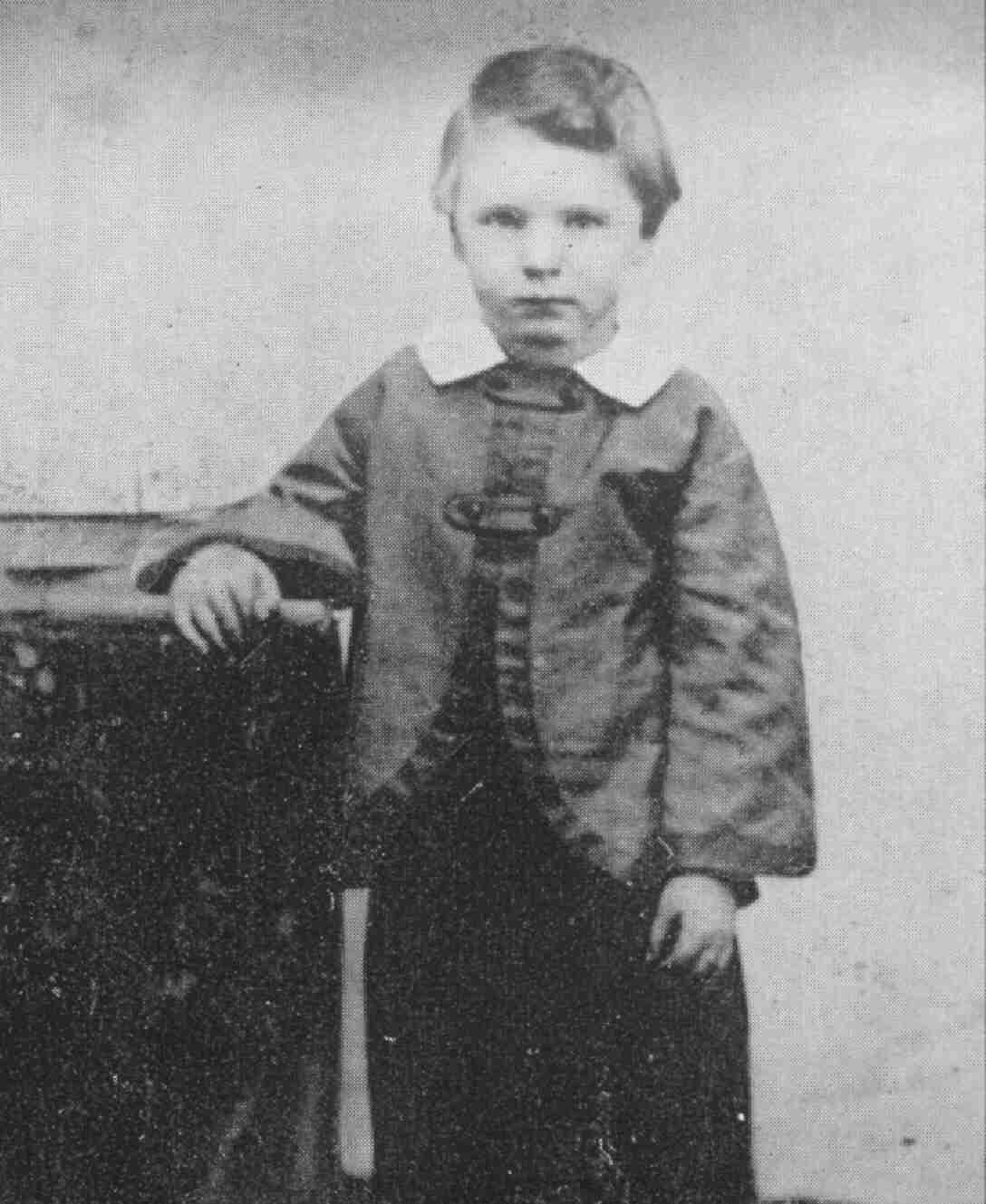
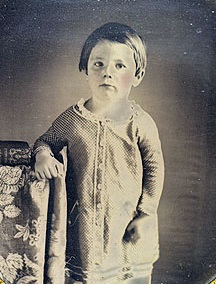
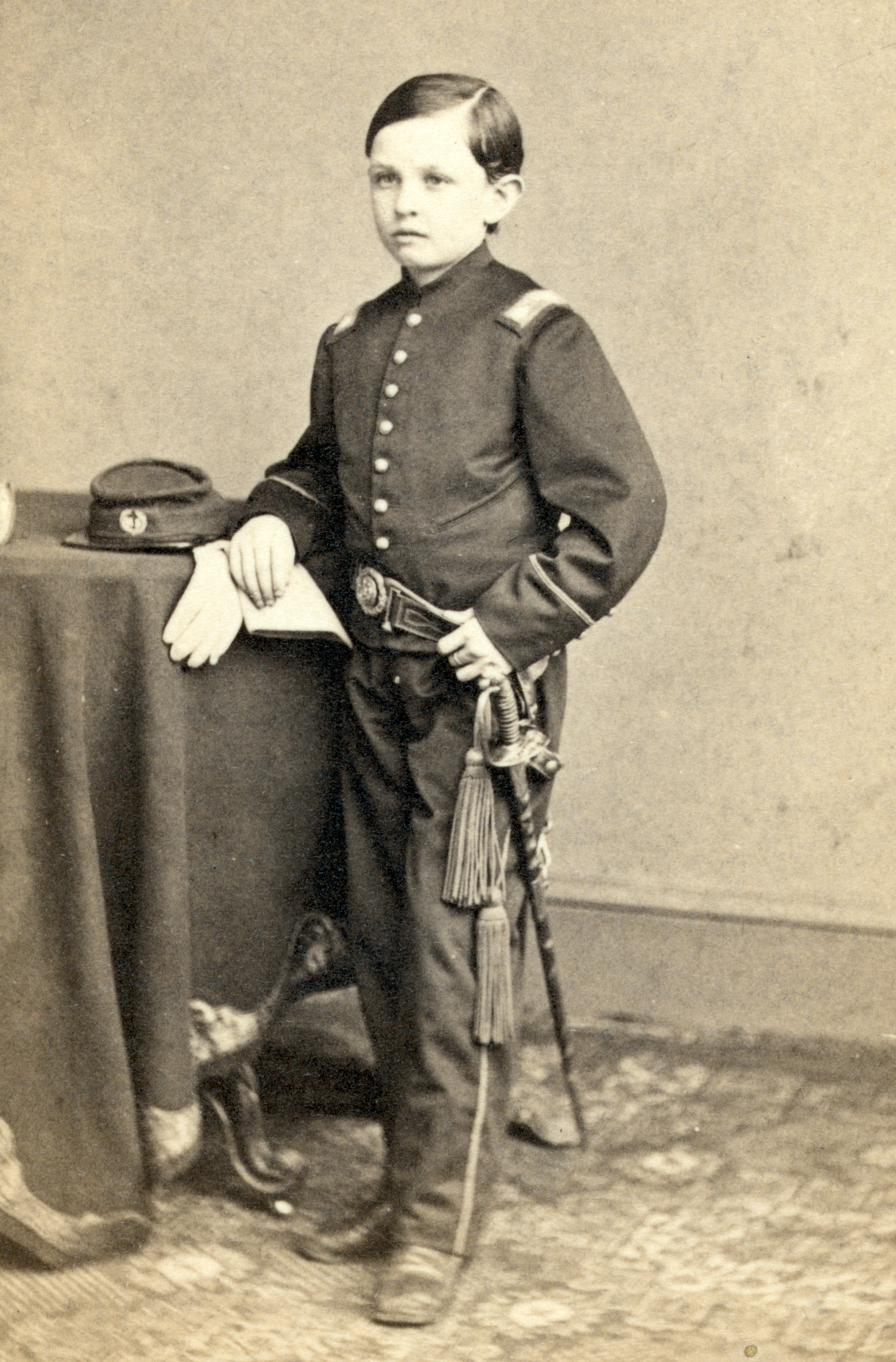
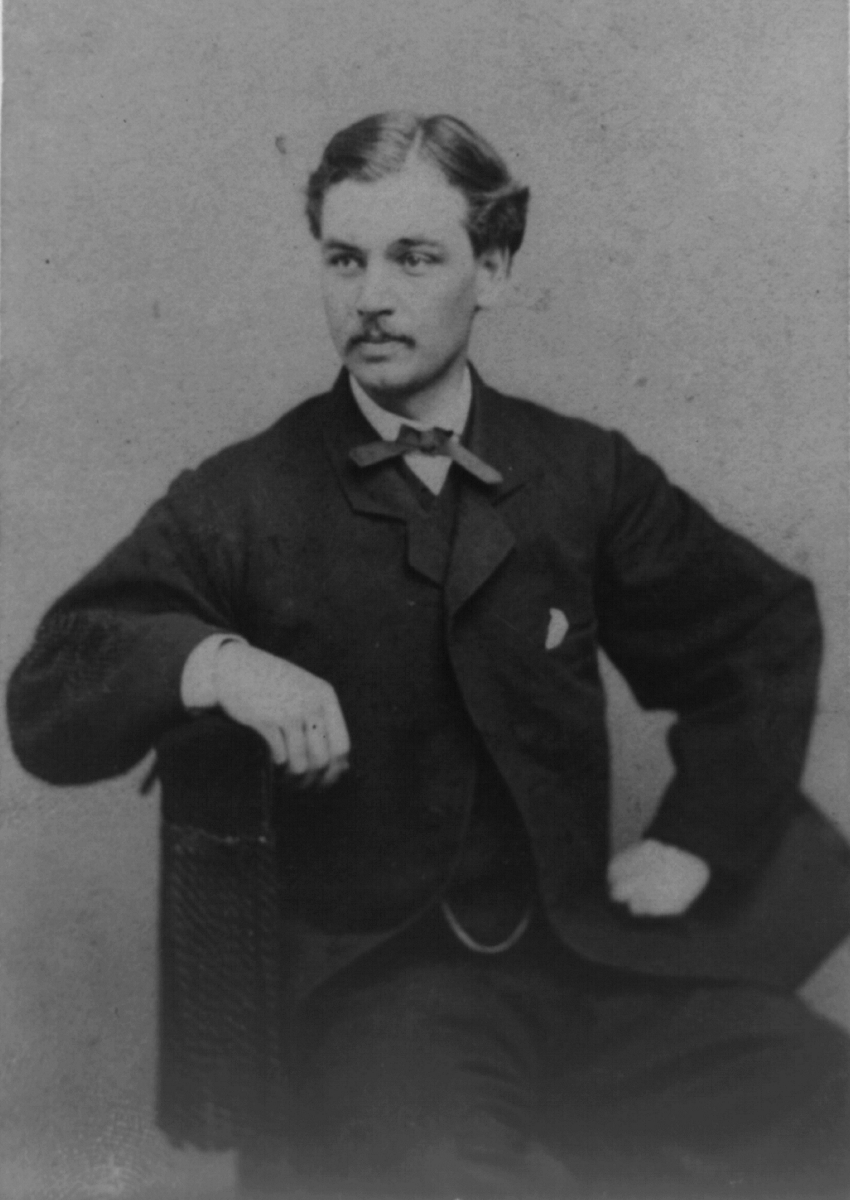

## روابط خارجية
- ماري تود لينكون على موقع الموسوعة البريطانية (الإنجليزية)
- ماري تود لينكون على موقع إن إن دي بي (الإنجليزية)